# روز دوست‌داشتنی
«روز دوست داشتنی» (به انگلیسی: Lovely Day) تک‌آهنگی از هنرمند اهل ایالات متحده آمریکا بیل ویثرز است، این تک‌آهنگ که توسط خود بیل ویثرز و اسکیپ اسکاربورو نوشته شده‌است در سال ۱۹۷۷ میلادی منتشر شد و ویثرز آن را در آلبوم باغ وحش(Menagerie) در سال ۱۹۷۸ انتشار داد.

## هم نوازان
- بیل ویثرز – خواننده
- کلارنس مک‌دونالد – کیبورد
- ری پارکر جونیور – گیتار
- جری نایت – باس
- راسل کانکل – درامز
- رالف مک‌دونالد – پرکاشن
- چارلز ویل (Charles Veal) – رهبر نوازندگان ویلن